# Лельман, Амалия
Амалия Лельман (нем. Amalie Lellmann; урождённая Паульсен (нем. Paulsen); 25 мая 1831, Нассенгрунд близ Бломбергa, Германия — 11 августа 1869, Нью-Йорк) — американская, ранее немецкая, шахматистка, первая в мире женщина, достигшая мастерского класса игры. С 1865 в США. 
Выросла в семье, где шахматы были общим увлечением; её братья — Луи Паульсен и Вильфрид Паульсен были известными шахматистами, с которыми она успешно соревновалась. С 1865 проживала в США. 
О силе игры свидетельствует её выступление на 1-м американском шахматном конгрессе в Нью-Йорке (1857), где она уступила Л. Паульсену в 6 партиях лишь одно очко. В 7 партиях, сыгранных против В. Паульсена (Нассенгрунд, 1858), Лельман одержала победу — 4 : 3 (+3 −2 =2).